# Alan Braufman
Alan Michael Braufman (* 22. Mai 1951 in Brooklyn) ist ein amerikanischer Jazzmusiker (Alt- und Sopransaxophon, Flöte, Komposition), der auch als Alan Michael auftritt.

## Leben und Wirken
Braufman absolvierte das Berklee College of Music in Boston. Zurück in New York City bezog er gemeinsam mit seinem Studienkollegen Cooper-Moore in Manhattan ein leerstehendes Gebäude in der Canal Street, das sich zu einer Drehscheibe der Loft Jazz-Szene entwickelte. 1975 erschien Braufmans Debütalbum Valley of Search auf dem Plattenlabel India Navigation; zur Gruppe gehörten Cooper-Moore, Cecil McBee, David Lee und Ralph Williams. (Seine Neuauflage 2018 erhielt im Down Beat 4½ Sterne und wurde auch in der JazzTimes hervorgehoben.)
Braufman arbeitete daneben als Saxophonist bei William Hooker, Carla Bley, The Psychedelic Furs und Philip Glass. In den 1980er Jahren begann er, als Alan Michael aufzutreten. 1988 veröffentlichte er unter diesem Namen bei Passport Jazz das Album Lost in Asia, an dem die Gitarristen Bill Frisell und Sid McGinnis beteiligt waren. 1995 veröffentlichte Alan Michael das Album As Daylight Fades, auf dem Omar Hakim Schlagzeug spielte.
Braufman lebt aktuell in Salt Lake City; 2016 wurde seine Band vom Salt Lake City Weekly als „beste Jazzband“ nominiert. 2020 legte er das von der Kritik gefeierte Album The Fire Still Burns vor, auf dem er mit James Brandon Lewis, Andrew Drury, Ken Filiano und wiederum Cooper-Moore zusammenarbeitete. Es folgten die Alben Live in New York City, February 8, 1975 (2022) und Infinite Love, Infinite Tears (2024).